# Leptopelis xenodactylus
Leptopelis xenodactylus (tên tiếng Anh: Long-toed Tree Frog) là một loài ếch thuộc họ Hyperoliidae.
Loài này có ở Nam Phi và có thể cả Lesotho.
Môi trường sống tự nhiên của chúng là vùng đồng cỏ ôn đới, đầm nước, đầm nước ngọt, và đầm nước ngọt có nước theo mùa. Chúng hiện đang bị đe dọa vì mất môi trường sống.